# Nati nel 1513
| Questa pagina contiene informazioni ricavate automaticamente dalle voci biografiche con l'ausilio del template Bio e di un bot. L'aggiornamento è periodico e automatico e ricostruisce completamente la pagina. Se manca una persona in questa lista, sei pregato di non aggiungerla, ma accertati piuttosto che la sua voce biografica contenga il template Bio e che i dati anagrafici siano correttamente compilati. Se il template Bio manca, inseriscilo tu stesso o, in alternativa, metti l'avviso {{tmp\|Bio}} che ne segnala la mancanza. Se i dati riportati sono sbagliati, correggi direttamente la voce biografica; le modifiche saranno visibili in questa lista entro pochi giorni. Per chiarimenti vedi il progetto biografie. La lista contiene solo le 47 persone che sono citate nell'enciclopedia e per le quali è stato implementato correttamente il template Bio. Pagina aggiornata al 10 lug 2025. |

- 14 febbraio - Domenico Ferrabosco, compositore e cantore italiano († 1574)
- 2 marzo - Francesco d'Orléans-Longueville, nobile francese († 1548)
- 15 marzo - Edvige Jagellona († 1573)
- 22 aprile - Tachibana Dōsetsu, militare giapponese († 1585)
- 16 maggio - Anton Francesco Doni, letterato, editore e traduttore italiano († 1574)
- 10 giugno - Luigi III di Montpensier, nobile francese († 1582)
- 9 luglio - Jan van Hembyze, politico belga († 1584)
- 1º agosto - Cosimo Gheri, vescovo cattolico italiano († 1537)
- 3 agosto - Giovanni di Brandeburgo-Küstrin, nobile tedesco († 1571)
- 14 agosto - William Parr, I marchese di Northampton, nobile britannico († 1571)
- 15 agosto - George Cassander, teologo e umanista fiammingo († 1566)
- 18 agosto - Pompilio Amaseo, umanista italiano († 1586)
- 24 settembre - Caterina di Sassonia-Lauenburg, nobile († 1535)
- 30 ottobre - Jacques Amyot, vescovo cattolico e scrittore francese († 1593)
- 11 novembre - Stanisław Orzechowski, umanista e politico polacco († 1566)
- 23 dicembre - Thomas Smith, diplomatico e politico inglese († 1577)
- 30 dicembre - Giovanni Antonio Volpe, vescovo cattolico italiano († 1588)
- Alauddin Riayat Shah II di Johor, sovrano malese († 1564)
- Romolo Archinto, vescovo cattolico italiano († 1576)
- Giovanni Argenterio, medico italiano († 1572)
- Philibert Babou de la Bourdaisière, diplomatico, cardinale e vescovo cattolico francese († 1570)
- Michele Baio, teologo belga († 1589)
- Federigo Barbolani da Montauto, condottiero e politico italiano († 1582)
- Bernardino Bricennio, vescovo cattolico italiano († 1588)
- Giovanni Campeggi, vescovo cattolico e diplomatico italiano († 1563)
- Galeotto Cei, marinaio italiano († 1579)
- Isabella Colonna, nobile italiana († 1570)
- Giacomo Antonio Cortuso, botanico italiano († 1603)
- Lorenzo Davidico, presbitero italiano († 1574)
- Diego de Espinosa, cardinale e vescovo cattolico spagnolo († 1572)
- Silken Thomas, irlandese († 1537)
- Giulia Gonzaga, nobildonna, letterata e mecenate italiana († 1566)
- Massimiliano Gonzaga, nobile italiano († 1578)
- Robert Granjon, tipografo francese († 1590)
- Isabella di Navarra, principessa francese († 1555)
- John Knox, teologo scozzese († 1572)
- Ambrosio de Morales, umanista, storico e archeologo spagnolo († 1591)
- Oniniwa Yoshinao, militare giapponese († 1585)
- Elisabeth Plainacher, austriaca († 1583)
- Pierre Reymond, pittore francese († 1584)
- Richard Lee, ingegnere militare inglese († 1575)
- Azaria de' Rossi, storico e medico italiano († 1574)
- Satomi Yoshitoyo, militare giapponese († 1534)
- Shiba Yoshimune, militare giapponese († 1554)
- Pedro de Villagra, generale e esploratore spagnolo († 1577)
- George Wishart, religioso scozzese († 1546)
- Pietro Antonio di Capua, arcivescovo cattolico italiano († 1579)